# Solfato di protamina
Il solfato di protamina è una proteina basica ad elevato contenuto di arginina, isolata dallo sperma di salmone ed altre specie di pesci ed oggi prodotta principalmente attraverso l'uso del DNA ricombinante.
Essa, legandosi all'eparina, ne antagonizza gli effetti anticoagulanti, ed interferisce altresì con i processi della coagulazione del sangue anche se somministrata in assenza di eparina, essendo in grado di interferire autonomamente in senso anticoagulante con piastrine e fibrinogeno.
Si somministra endovena seguendo questo schema: 1 mg ogni 100 U di eparina in circolo. Possibili effetti indesiderati: ipersensibilità, dispnea, vampate di calore, bradicardia e, in seguito ad iniezione rapida, ipotensione.
Oltre che in ambito medico, il solfato di protamina è anche usato in proteomica (similmente alla streptomicina solfato), per la precipitazione degli acidi nucleici e dei ribosomi nella chiarificazione dell'estratto proteico prima della centrifugazione.